# Ушу

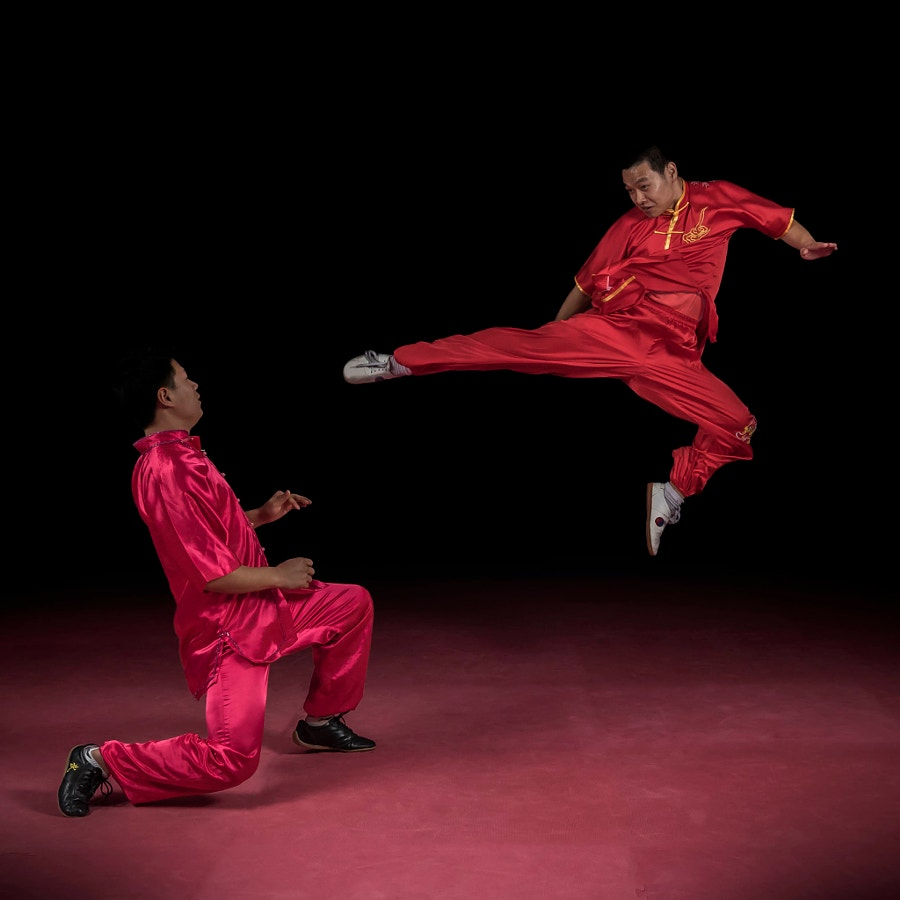
Представители школы кунфу в ОАЭ (Хан и Тони Сюэ)

Ушу́ (кит. трад. 武術, упр. 武术, пиньинь Wǔshù) — термин, употребляемый для обозначения как китайских боевых искусств, так и созданных на их основе современных видов спорта.

## Определение
Ушу (кит. трад. 武術, упр. 武术, пиньинь Wǔshù) — это общее название для всех боевых искусств, существующих в Китае. Состоит из двух иероглифов: 武 wu («у») — «военный, боевой» и 术 shu («шу») — «искусство, техника; мастерство; приёмы». В разное время для этой же цели использовались разные термины — уи (кит. трад. 武藝, упр. 武艺, пиньинь Wǔyì), гошу (кит. трад. 國術, упр. 国术, пиньинь Guóshù), кунфу/гунфу (功夫) и т. п. — поэтому искать в написании какой-то глубокий философский смысл абсолютно неправильно.

## Другие названия
- Гошу — буквально «искусство страны/национальное искусство»; термин, использовавшийся для обозначения китайских боевых искусств во время Китайской республики, в настоящее время употребляется на Тайване.
- Уи — буквально «боевое искусство», старый термин времён императорского Китая.
- Цюаньфа (буквально «кулачные методы») или цюаньшу (буквально «кулачная техника») — один из разделов ушу, иногда это слово используется как синоним всего ушу.

### Кунфу (гунфу)
- Кунфу (на кантонском наречии) / гунфу (на севернокитайском), (功夫) — означает «умение, мастерство, навык» с коннотацией «опыт, знания — тренировка, затраченное время», и применительно к боевым искусствам является, по сути, синонимом ушу. В Гонконге именно в этом смысле чаще и применяется, в Китае же в целом может употребляться как по отношению к кулачному искусству, так и по отношению к мастерству музыканта, повара и т. д. Верная практическая транскрипция по кант.-рус. — кунфу. Версия «кунгфу» появилась в русском через вторичный перевод американских переводов гонконгских боевиков, использующих ютпхин-вариант kung fu[2].

## Виды и стили

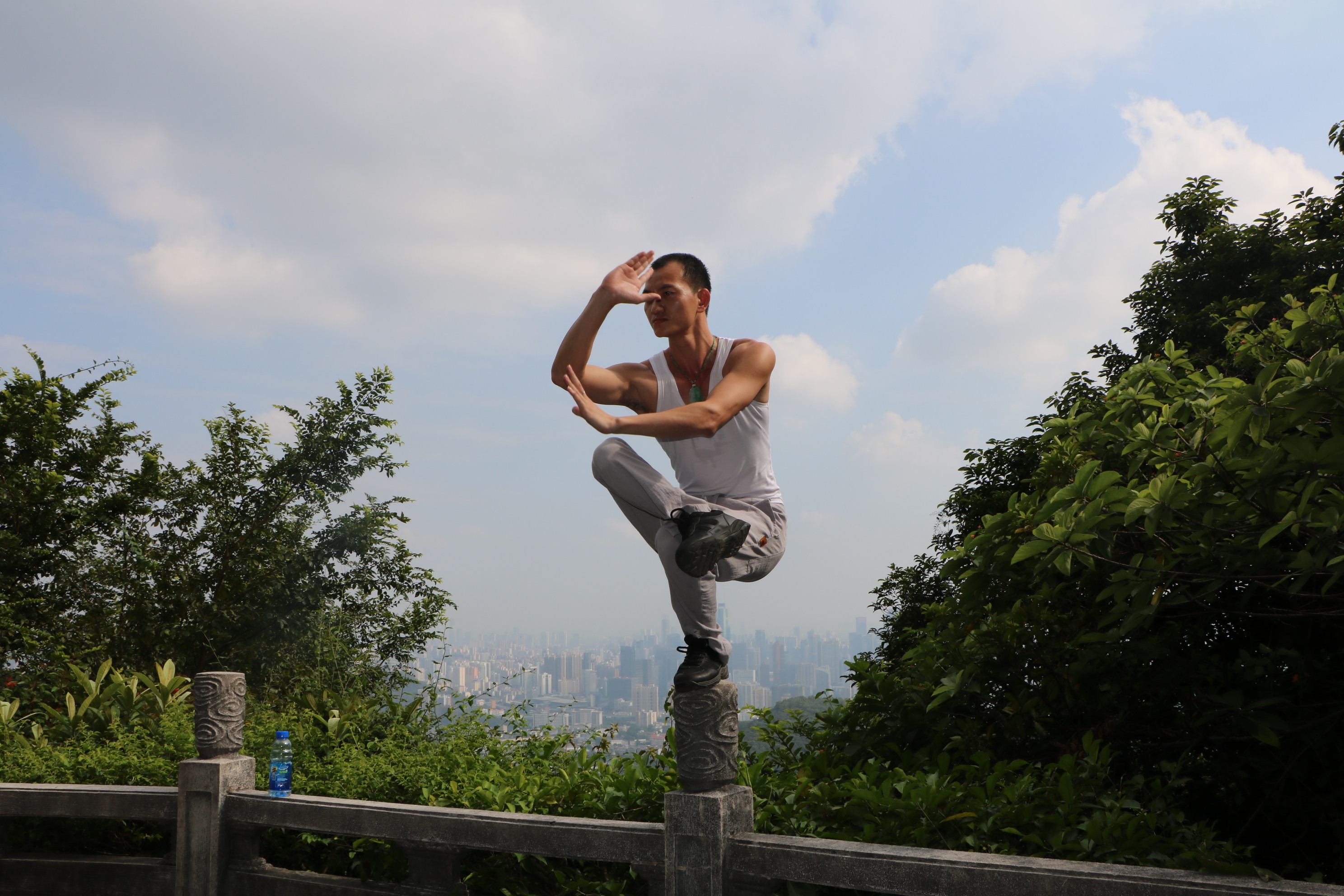
Элемент тренировки ушу — статическое балансирование

Существуют сотни стилей ушу. Исторически существовали следующие попытки классификации:
- Классификация по принципу «север-юг». Бытует мнение, что для северных стилей характерны широкие высокие позиции, большое количество ударов ногами, многочисленные перемещения, в то время как южные стили характеризуются низкими позициями, малоподвижностью, упором преимущественно на действия руками. Однако существует много стилей как на севере, так и на юге Китая, которые абсолютно не укладываются в эту схему.
- Классификация по трём центрам возникновения («Шаолинь, Удан, Эмэй»). Легенды говорят, что существует три центра возникновения стилей ушу: буддийский монастырь Суншань Шаолинь в провинции Хэнань, комплекс даосских храмов в горах Удан в провинции Хубэй, и буддийские и даосские монастыри в горах Эмэй в провинции Сычуань. Однако в эту схему абсолютно не вписываются многочисленные стили, не происходящие ни из одного из этих трёх центров.
- Классификация по долинам трёх рек («Хуанхэ, Янцзы, Чжуцзян»). Эта классификация была создана в основанной в 1909 году в Шанхае ассоциации «Цзинъу» (кит. трад. 精武會, упр. 精武会, пиньинь Jīng wǔ huì), впервые предпринявшей попытку систематического научного изучения ушу. Однако в данную схему не укладываются стили, распространённые в регионах, через которые ни одна из этих рек не протекает, да и само сведение стилей в группы выглядит довольно искусственно.
- Разбиение на стили, предпочитающие ведение боя на дальней дистанции — «чанцюань» (кит. трад. 長拳, упр. 长拳, пиньинь Zhǎngquán), и стили, предпочитающие ведение боя на короткой дистанции — «дуаньда» (短打). В эту схему не укладываются многочисленные стили, в которых бой ведут как на длинной, так и на короткой дистанциях.

### Ушу. Спортивное направление

#### Ушу-таолу

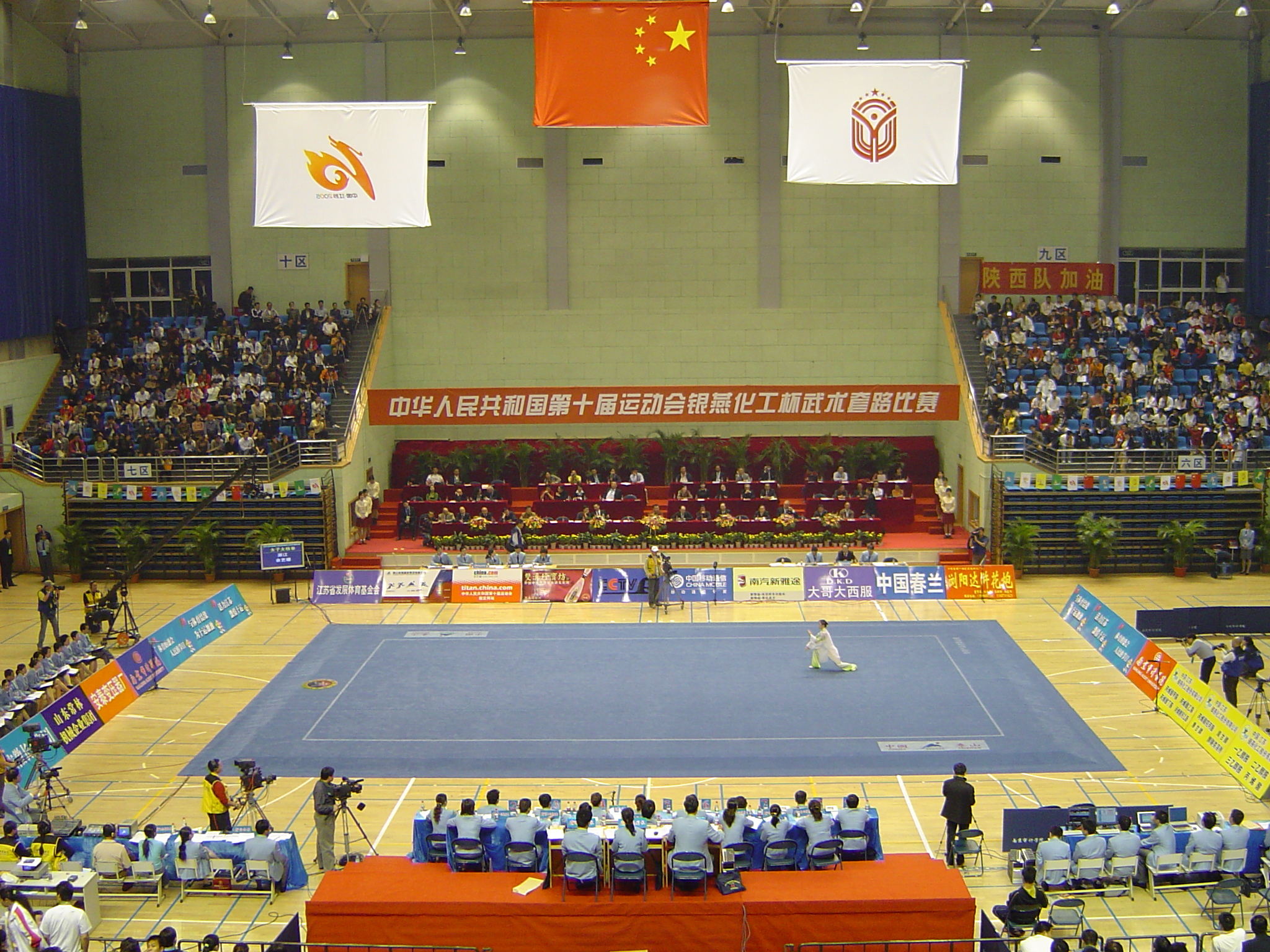
Соревнования по ушу в рамках 10-й Спартакиады народов КНР

Ушу-таолу (кит. трад. 武術套路, упр. 武术套路, пиньинь Wǔshù tàolù — «комплексы ушу») — это вид спорта. Участники соревнуются в выполнении комплексов движений, составленных из движений различных стилей традиционного ушу с добавлением акробатических элементов; оценки выставляются за сложность движений, чёткость их выполнения, театральность исполнения и т. п. Помимо соревнований по исполнению комплексов в одиночку, существуют также такие виды соревнований, как командное исполнение комплексов и постановочные поединки (дуйлянь).
- Чуаньтун-таолу («традиционные комплексы») — раздел, принятый в России в соответствии с ЕВСК (Единой всероссийской спортивной классификации). Участники соревнуются в выполнении комплексов движений традиционных школ китайского ушу. Оцениваются выступления с использованием тех же критериев, что и в таолу. От обычного спортивного ушу-таолу этот вид отличается большим количеством номинаций (стилей ушу) и большим количеством используемого традиционного оружия, однако важно понимать, что при этом он всё равно остаётся именно разделом «гимнастики ушу», и никакого отношения к традиционному ушу не имеет. Ряда стилей, которые включены в данную программу, в традиционном ушу не существовало вообще, а для некоторых из всё-таки существовавших стилей («орлиный коготь», «кулак богомола» и др.) комплексы для соревнований были сочинены «с нуля» во второй половине XX века, без какой-либо связи со «стилем-прародителем».

#### Саньда (саньшоу) спортивное
Саньда  (кит. упр. 散打, пиньинь sǎndǎ, буквально: «свободные удары; свободный бой»), или саньшоу (кит. 散手, пиньинь sǎnshǒu, буквально: «свободные руки»), также китайский бокс — это современное китайское искусство рукопашного боя и вид спортивного контактного единоборства. Саньда как система боя было разработано китайскими военными на основе изучения и практики традиционного ушу, современных методов самообороны и элементов других боевых систем. Оно сочетает в себе удары руками и ногами, броски, захваты (кит. 踢打摔拿). В рамках развития спортивного ушу китайским правительством была разработана стандартная учебная программа, разделённая на обучение саньда как системе методов самообороны и как для отдельного вида спорта.
Поединок проводится в полный контакт. Спортсмен облачён в защитную экипировку, включающую: шлем с защитой подбородка и висков, капу (загубник), боксёрские перчатки (вес перчаток в зависимости от весовой категории участника), нагрудник (жилет), защиту от удара в пах. Обязательна бинтовка рук, в случае отсутствия бинтов спортсмену засчитывается поражение. Возможно бинтование голени и бёдер (по медицинским показаниям). Проводятся и бои без защитных средств (в боксёрских шортах и перчатках): профессиональные бои взрослой возрастной группы.
Все участники распределяются в зависимости от весовых категорий.
Оцениваемая техника: удар ногой в голову (2 балл), по корпусу (2 балл), удар рукой в корпус или голову (1 балл), удар ногой в бедро (1 балл). Разрешена бросковая техника. Время в захвате не более 5 секунд. Оценивается следующим образом: бросок противника, спортсмен остаётся на ногах — 2 балла. Бросок с падением сверху — 1 балл. Разрешены подсечки. Борьба в партере запрещена.
Схватка проводится минимум два раунда по 2 минуты. Возможен третий раунд. Если открыт счёт (нокдаун), оценивается и техника (удар, бросок), и нокдаун (2 балла).
Спортсмен выигрывает схватку, если: отправляет противника в нокаут; выигрывает два раунда; противник дисквалифицирован либо выбывает из-за травмы. Спортсмен выигрывает раунд, если: противник получил два нокдауна в раунде; сумма штрафных баллов у противника более 6; ввиду подавляющего технического превосходства; два выхода за пределы площадки в обоих раундах.
Запрещённые действия: запрещены удары руками в голову свыше 1 раза в категориях до 16 лет и свыше двух в категориях до 18 лет, в возрастных категориях до 18 лет запрещены удары ногами в голову, в этих и остальных категориях также запрещены удары коленом (разрешён в профессиональном саньда), открытой перчаткой, удары локтем (разрешены при встречах с бойцами муай тай), удары в основание черепа (затылок), пах, позвоночник. Борьба в партере запрещена (практикуется в профессиональных соревнованиях по саньда в СНГ, однако, ограничиваясь коротким временным отрезком).
Штрафы: замечание (1 балл противнику), предупреждение (2 балла противнику), выход за площадку (2 балла противнику), также оценивается по итогам как положительное техническое действие). Два выхода за площадку — раунд проигран. Больше двух нокдаунов в раунде — раунд проигран (у детей — любой нокдаун — проигран бой, у юношей — нокдаун в раунде — проигран раунд), больше 3 за бой — проигран бой.

#### Туйшоу

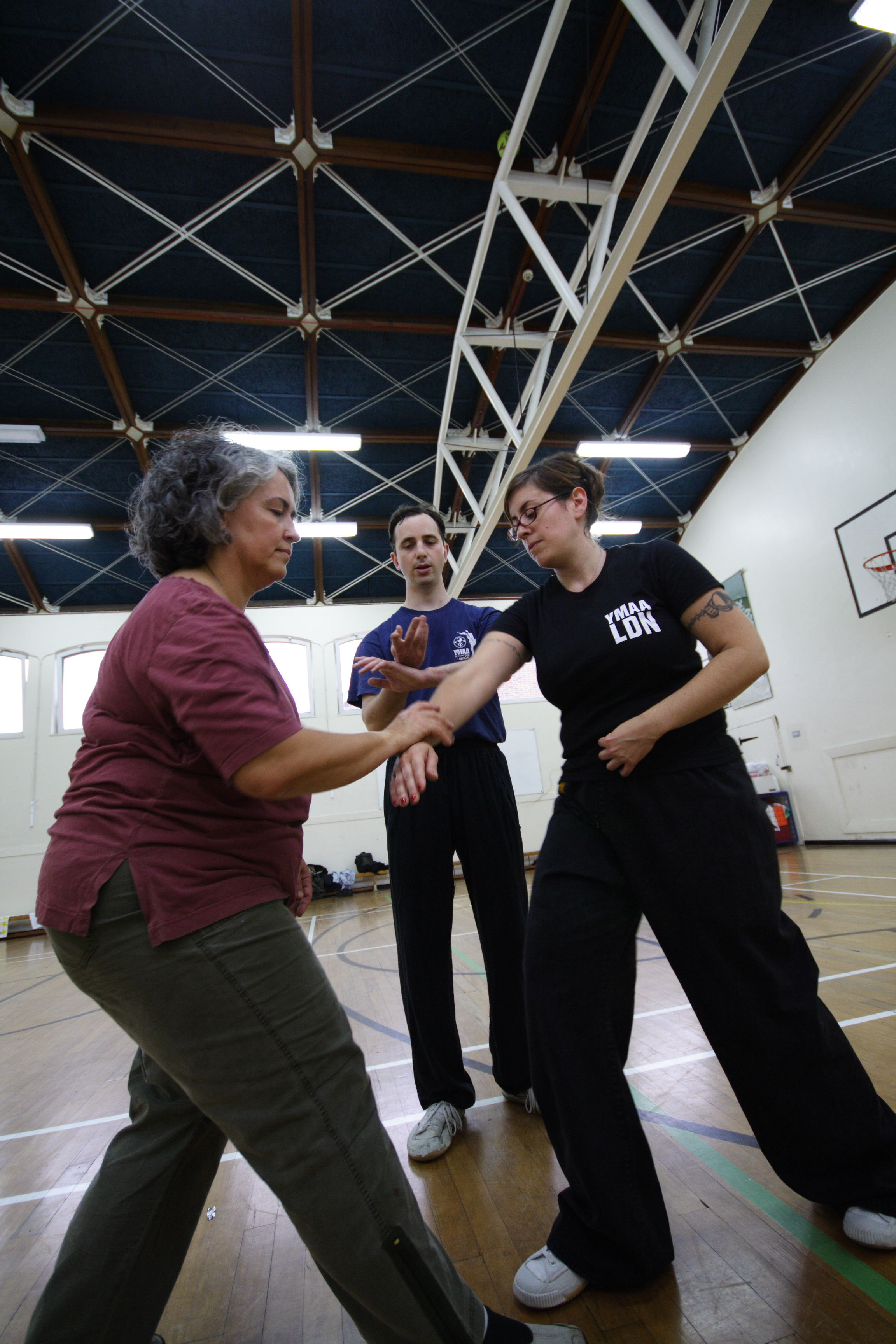
Туйшоу («толкающие руки») — тренировочное упражнение

Туйшоу («толкающие руки») — тренировочное упражнение, применяемое в тайцзицюань для развития чувствительности. В соревнованиях по туйшоу спортсмены должны без использования захватов и ударов заставить противника выйти за пределы круга или упасть на землю.

#### Шуайцзяо (борьба)
Шуайцзяо — борьба, чьи истоки восходят к видам борьбы кочевых народов монгольской степи. Современный вид эта борьба приняла во времена империи Цин, когда при императорском дворе существовал специальный батальон, предназначенный для борцовских соревнований на императорских пирах, в который отбирались лучшие борцы со всей маньчжурской армии. По традиционным правилам побеждает тот, кто в трёх схватках дважды свалил противника («схватка» — это борьба до тех пор, пока кто-нибудь не окажется на земле). Борцы одеты в жёсткие куртки с короткими рукавами, плотно прилегающие к телу, длинные штаны и обувь. Разрешены захваты за края рукавов, полы и воротники куртки, за пояс; можно хватать за ноги, но нельзя захватывать только штаны. При проведении бросков с использованием ног можно наносить удары ногами по ногам в зону от стопы до колена (исключительно).

### Неполный список стилей традиционного ушу

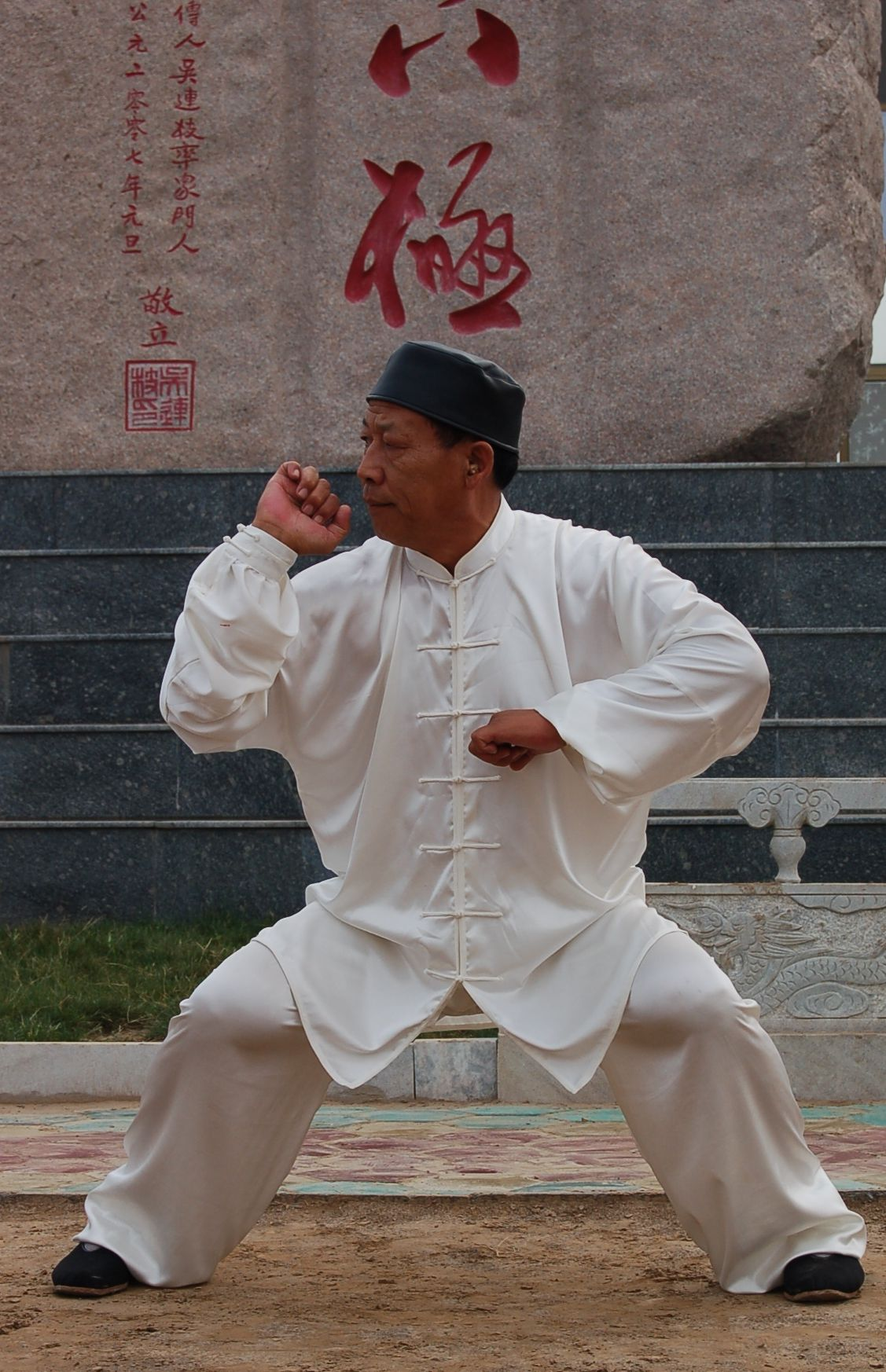
Мастер У Ляньчжи, стиль бацзицюань (Кулак Восьми пределов)

| - Багуачжан (Ладонь Восьми Триграмм) - Баймэйцюань (Кулак Баймэя) - Байхэцюань (Кулак Белого журавля) - Бацзицюань (Кулак Восьми Пределов) - Гоуцюань (Кулак собаки) - Гунлицюань (Кулак внутренней и внешней наработки) - Дуаньдацюань (Кулак коротких ударов) - Илицюань (Кулак сознания, направляющий силу) - Ицюань, (Кулак воли) он же Дачэнцюань (Кулак Великого достижения) - Инчжаоцюань (Кулак орлиных когтей) - Люхэбафацюань (六合八法拳) Кулак шести взаимосоответствий, восьми методов - Люхэцюань (Кулак носящих шапочку-шестиклинку) - Лянъицюань (兩儀拳/两仪拳) - Мицзунцюань (Кулак потерянного следа), он же Яньцинцюань (Кулак Янь Цина) - Мэйхуачжуан (Кулак на столбах сливы мэйхуа) - Пигуацюань (Кулак рубок и подвешиваний) - Саньхуанпаочуй (Пушечные удары Трёх императоров) - Синъицюань (Кулак оформленной воли) - Синьилюхэцюань (心意六合拳) Кулак сердца, воли и шести взаимосоответствий - Суньбиньциань (Кулак полководца Сунь Биня) - Тайцзицюань (Кулак Великого предела) - Тайцзуцюань (Кулак императора Тай-цзу) - Танланцюань (Кулак богомола) | - Таньтуй - Тунбицюань (Кулак выбрасывания силы сквозь руки) - Тунбэйцюань (Кулак сквозной подготовки) - Уцзуцюань (Кулак пяти предков) - Уцзяцюань (Кулак семьи У) - Фаньцзыцюань (Переворачивающийся кулак) - Хоуцюань (Кулак обезьяны) - Хуацюань (Кулак Хуа Цзуна) - Хуацюань (Расцветающий кулак) - Хунцзяцюань (Кулак семьи Хун) - Хунцюань (Красный кулак, или Кулак Хуна) - Хуцюань (Кулак тигра) - Хэцюань (Кулак журавля) - Цайлифо (Кулак школ Цай, Ли, Фо) - Цзиньшицюань (Кулак золотого льва) - Чацюань (Кулак Ча-мира) - Чанцзяцюань (Кулак семьи Чан) - Чоцзяоцюань (Кулак втыкающихся стоп) - Шаолиньцюань (Кулак монастыря Шаолинь) - Шэцзяцюань (Кулак народности шэ) - Юнчуньцюань (Кулак вечной весны) - Саньдацюань (Кулак свободного боя) |